# Битва при Ухуде
Би́тва при У́худе (Охуде) (араб. غزوة أحد‎, транслит. Ġazwat ʾUḥud) состоялась 23 марта 625 года (7 шавваля 3 года Хиджры) у горы Ухуд, недалеко от Медины, между силами мусульманской уммы Медины во главе с пророком Мухаммадом и силами курайшитов во главе с Абу Суфианом из Мекки. Битва при Ухуде стала реваншем курайшитов за битву при Бадре, выигранную мусульманами в 624 году. 

## Предыстория
Пророк Мухаммад распространял новую религию в Мекке, где не встречал сопротивление среди местных жителей до тех пор, пока не выступил против их политеистических верований. 
В марте 624 года поле ограбления богатого каравана в Нахле, Мухаммад получил информацию о том, что большой курайшитский торговый караван, содержащий около 1000 верблюдов и 50 000 динаров, направлялся из Газы в Мекку и Мухаммад принял решение устроить на него засаду. Абу Суфьян, возглавлявший караван, учуял его план и послал гонцов за помощью в Мекку, а маршрут каравана был сменён. Подкрепление расположилось в Бадре, где позже встретилось с мусульманами. Началось сражение. Благодаря своей харизме и поддержке своих воинов Мухаммаду удалось убедить своих войнов победить курайшитов, которые были в большинстве.
Это поражение стало катастрофой для жителей Мекки. Были убиты влиятельные многобожники, такие как Амр ибн Хишам. Со стороны Мухаммада эта победа принесла ему всеобщую известность. Он использовал эту победу для доказания своего пророческого статуса. Тех, кто его поддерживал и участвовал в его набегах, становилось все больше. Абу Суфьян, которого выбрали приемником вождя курайшитов, поклялся отомстить. Несколько месяцев спустя он отправился в Медину с отрядом из 200 человек.
После этого между мусульманами и мекканцами происходили стычки. Несколько месяцев спустя Абу Суфьян собрал войско из более чем 3000 человек, чтобы отомстить мусульманам за битву при Бадре.

## Битва
До начала сражения, в подготовке к ней, Пророк Мухаммад приказал 50 лучникам (по мусульманским источникам) занять холм Айнай, который находился на левом фланге мусульман. Задача этих лучников была в том чтобы защитить тыл мусульман, так как если бы курайшитам удалось обойти этот холм, то курайшиты оказались бы в тылу мусульман. Пророк Мухаммад приказал лучникам оставаться на холме, и не важно в каком положении будут мусульмане в битве, в выигрышном или проигрышном, эти лучники должны были защищать тыл мусульман.
Несмотря на явное превосходство противника в численности, мусульмане рано захватили инициативу и начали теснить мекканцев, из-за чего лагерь мекканцев остался без защиты и начали собирать военные трофеи.
Однако, это увидели лучники мусульман и большинство из них, ослушавшись приказа пророка Мухаммада, спустились с холма, чтобы тоже собирать военные трофеи, лишь малая часть лучников осталось на холме. Командир кавалерий курайшитов на правом фланге Халид ибн Валид увидел что лучники спустились с холма и начал со своей кавалерией обходить холм. Поднявшись на холм, Халид со своими кавалеристами убил оставшихся малочисленных лучников на холме и зашёл в тыл мусульман. Это увидели отступавшие курайшиты и пошли в повторную атаку. Мусульмане оказались в окружении и в панике, также пошёл слух что пророк Мухаммад убит. Но потом выяснилось что пророк Мухаммад живой и оставшиеся мусульмане начали отступать на гору на своём правом фланге. Мекканцы не смогли пробить оборону мусульман на горе, вернулись в Мекку и объявили о "победе", как оказалось, первой и последней над Мухаммадом. Мухаммад был одет в две кольчуги.
Поход на Хамра аль-Асад
Наутро пророк Мухаммад призвал мусульман к походу на врага, но обратился он не ко всем, а только к участникам вчерашней битвы. Они ответили ему: «Слушаем и повинуемся!» — после чего двинулись в путь, достигли Хамра аль-Асад, что находится в 8 милях от Медины, и стали там лагерем.
В это время многобожники находились в ар-Раухе, в 36 милях от Медины. Там они созвали совет, решая, стоит ли им вернуться в Медину, и сожалея о том, что не в полной мере использовали представившиеся им возможности.
В Хамра аль-Асад к пророк Мухаммад явился Ма‘бад бин Абу Ма‘бад аль-Хуза‘и, который хорошо относился к нему и стал утешать его в связи с тем, что постигло мусульман при Ухуде. Пророк Мухаммад велел ему отправиться к Абу Суфьяну и постараться отговорить многобожников от возвращения в Медину. Ма‘бад прибыл в ар-Рауху, когда многобожники уже приняли решение вернуться, и попытался запугать их, говоря: «Мухаммад выступил в поход, собрав так много людей, сколько я никогда раньше не видел. Все они разъярены и горят желанием догнать вас! Поистине, если вы тотчас же не двинетесь в путь, то уже скоро увидите здесь их передовые отряды!»
Услышав это, курейшиты сразу утратили весь свой боевой пыл, и Абу Суфьян ограничился тем, что послал к мусульманам людей, которые стали говорить им: «Поистине, собрались против вас люди, бойтесь же их!» — чтобы мусульмане отказались от преследования. После этого курейшиты поспешили вернуться в Мекку.
На мусульман же эти слова не возымели никакого действия, наоборот, вера их только укрепилась, и они говорили: «Достаточно нам Аллаха — прекрасный Он Покровитель!»
Они остались в Хадра аль-Асад до среды, после чего вернулись в Медину, и Аллах Всевышний сказал: «И вернулись они с милостью Аллаха и наградой, и не коснулось их зло, и последовали они за тем, что угодно Аллаху, а Аллах — Обладатель великой милости». 

### Книги и журналы
- Robinson, C. F. Uhud // Encyclopaedia of Islam / P.J. Bearman, Th. Bianquis, C.E. Bosworth, E. van Donzel and W.P. Heinrichs. — Brill Academic Publishers.
- Vacca, V. Nadir, Banu-l // Encyclopaedia of Islam / P.J. Bearman, Th. Bianquis, C.E. Bosworth, E. van Donzel and W.P. Heinrichs. — Brill Academic Publishers.
- Сира Ибн Хишама
- Жизнеописание посланника Аллаха Сафи ар-Рахмана аль-Мубаркфури
- Andrae, Tor; Menzel, Theophil. Mohammed: The Man and His Faith (неопр.). — New York: Harper Torchbook, 1960.
- Firestone, Rueven. Jihad: The Origin of Holy War in Islam (англ.). — Oxford University Press, 1999.
- Holt, P. M.; Bernard Lewis. Cambridge History of Islam, Vol. 1A (неопр.). — Cambridge University Press, 1977a.
- I. Ishaq and A. Guillaume. The Life of Muhammad (англ.). — Oxford University Press, USA; New Impression edition, 2002.
- Muir, William; Weir, T. H. The Life of Mohammad (неопр.). — Edinburgh: John Grant, 1912.
- Nafziger, George F.; Walton, Mark W. Islam at War: a history (неопр.). — Westport, CT: Praeger, 2003.
- Peters, F.E. Muhammad and the Origins of Islam (неопр.). — Albany: State University of New York Press, 1994.
- Watt, M Montgomery. Muhammad: Prophet and Statesman (англ.). — United Kingdom: Oxford University Press, 1974.
- Watt, M Montgomery. Muhammad at Medina (англ.). — Oxford University Press; New Ed edition, 1981.